# Max Alejandro Flórez Rodríguez
Max Alejandro Flórez Rodríguez (Bogotá, Colombia) es un abogado colombiano, exmagistrado del Consejo Superior de la Judicatura, con una amplia trayectoria en el ámbito judicial.

## Biografía
Educación:
Es Doctor en Derecho, Ciencias Políticas y Sociales por la Universidad Nacional de Colombia. Además, posee una especialización en Ciencias Penales y Criminológicas de la Universidad Externado de Colombia
Trayectoria Profesional:
Desarrolló una amplia carrera en el sistema judicial colombiano, ocupando diversos cargos, tales como:
- Juez Promiscuo Municipal de Nariño, Cundinamarca.
- Juez Octavo Penal Municipal de Bogotá.
- Juez 68 de Instrucción Criminal en La Mesa, Cundinamarca.
- Juez 78 de Instrucción Criminal Permanente de Bogotá.
- Juez 38 Penal del Circuito de Bogotá.
- Procurador Judicial Penal ante los Tribunales Superiores de Bogotá y Cundinamarca.
- Magistrado auxiliar de la Sala de Casación Penal de la Corte Suprema de Justicia.
- Magistrado de la Sala Penal del Tribunal Superior del Distrito Judicial de Bogotá.

En 2016, fue elegido como magistrado del Consejo Superior de la Judicatura de Colombia, cargo en el que desempeñó funciones hasta octubre de 2022. Durante este periodo, trabajó en iniciativas relacionadas con la justicia restaurativa y la justicia terapéutica, promoviendo un enfoque rehabilitador y humanizador en el sistema judicial colombiano.
Liderazgo en el Consejo Superior de la Judicatura:
Asumió la vicepresidencia del Consejo Superior de la Judicatura y en 2019 fue nombrado presidente de la misma entidad. Durante su gestión, promovió proyectos y reformas orientados a mejorar el acceso a la justicia y optimizar los procedimientos judiciales en Colombia. Su labor en justicia restaurativa y terapéutica lo posicionó como un referente en estas áreas.
En 2022 en el marco del IV Congreso Latinoamericano de Justicia Restaurativa: “Hacia el Reconocimiento de la Justicia Restaurativa como Derecho Humano”participó junto a representantes de diversas organizaciones gubernamentales y civiles a nivel latinoamericano en la redacción y firma de la Declaración de Cartagena: El Derecho Humano a la Justicia Restaurativa.
| Organización                          | Pais      | Origen  |
| ------------------------------------- | --------- | ------- |
| Defensoría General de Lomas de Zamora | Argentina | Pública |
| Fundación Latinoamericana Objetivo 16 | Argentina | Privada |
| Defensoría del Pueblo de Santa Fe     | Argentina | Pública |
| Consejo Superior de la Judicatura     | Colombia  | Pública |
| Instituto de Mediación de México      | México    | Privada |
| Confraternidad Carcelaria de Colombia | Colombia  | Privada |
| Fundación HAKI                        | Colombia  | Privada |

Aportes Académicos:
Además de su actividad en la judicatura, contribuyo el ámbito académico, trabajó como docente, conferencista. y redactor de leyes en el sistema penal colombiano.
Retiro y Reconocimientos:
El 31 de octubre de 2022, concluyó su labor en el Consejo Superior de la Judicatura, siendo reconocido por su dedicación y contribuciones en el ámbito de la justicia en Colombia. Su retiro fue un evento significativo en el ámbito judicial colombiano.